# Orthodoxe Synagoge (Brașov)

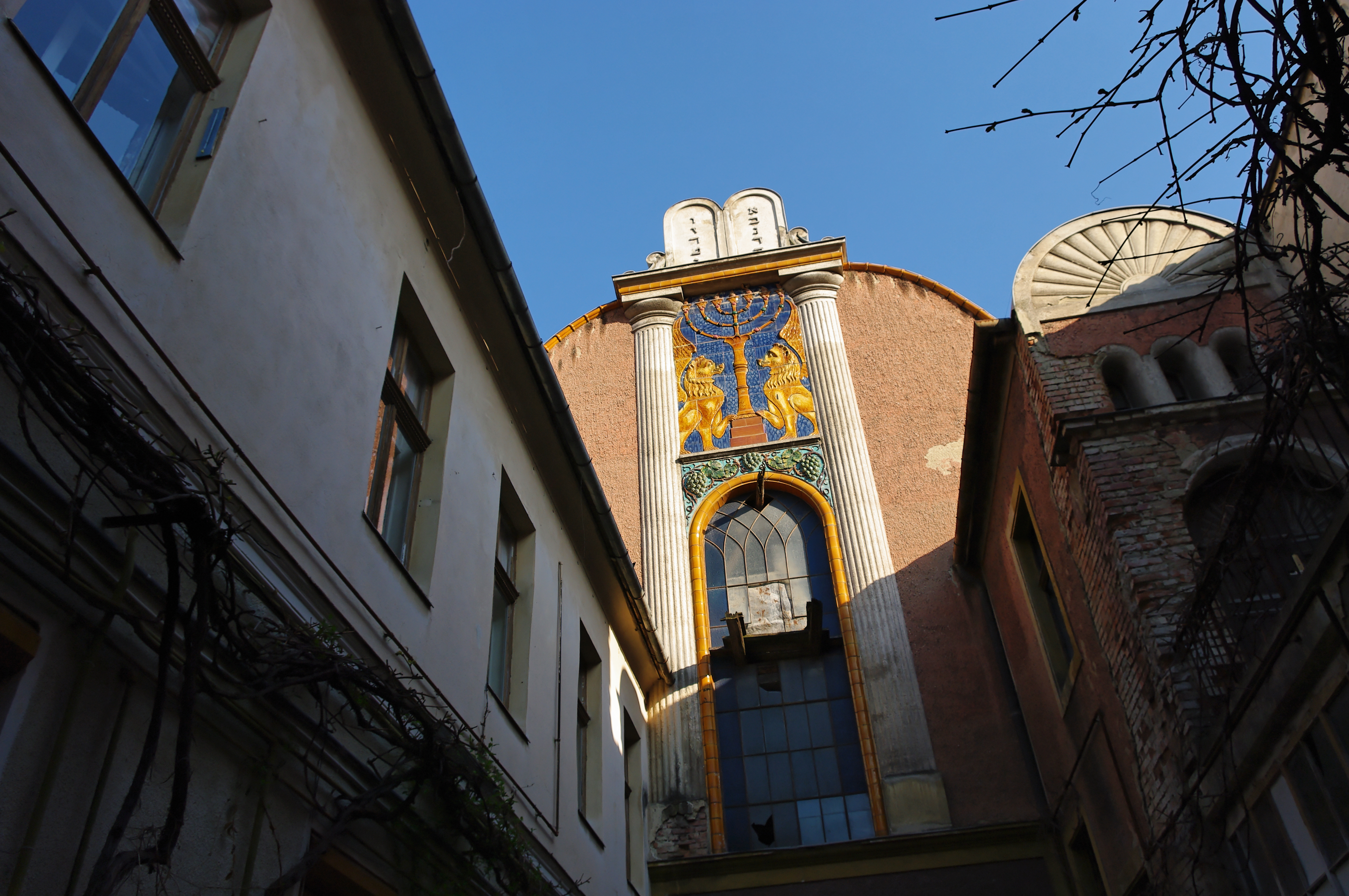
Orthodoxe Synagoge in Brașov

Die Orthodoxe Synagoge in Brașov (deutsch Kronstadt), einer rumänischen Stadt in Siebenbürgen, wurde 1926 errichtet. Die Synagoge in der Castelului-Straße 64 ist ein geschütztes Kulturdenkmal.
Die Hauptfassade wird von Keramikfliesen geschmückt, auf denen zwei Löwen und eine Menora dargestellt sind.